# Ни кошелька, ни жизни
Ни кошелька, ни жизни. Нетрадиционная медицина под следствием (англ. Trick or Treatment?) — научно-популярная книги об альтернативной медицине, написанные британским писателем и физиком Саймоном Сингхом и немецким учёным-фармакологом Эдзардом Эрнстом
.
В США эта книга имеет название «Уловка или лечение: неоспоримые факты об альтернативной медицине».

## Обзор
В книге дается оценка научных доказательств для акупунктуры, гомеопатии, фитотерапии и хиропрактики, также рассматриваются другие методы нетрадиционной медицины. Авторы утверждают, что научных данных об этих альтернативных методах лечения, как правило, не существует. Они пишут, что, например, гомеопатия совершенно неэффективна: «Несмотря на то, что говорят гомеопаты, гомеопатия ― это просто плацебо».
Хотя в книге представлены некоторые доказательства того, что иглоукалывание, хиропрактика и лечебные травы имеют ограниченную эффективность при определённых заболеваниях, авторы приходят к выводу, что риски от этих методов лечения перевешивают их потенциальную пользу. Такие потенциальные риски, представляемые авторами, включают загрязнение или неожиданное взаимодействие между компонентами ― в случае лекарственных трав, риск инфекции ― в случае иглоукалывания, а  хиропрактические манипуляции в области шее могут вызвать отложенный инсульт.
Авторы книга очень критически относится к пропаганде альтернативной медицины британским принцем Чарльзом и действиям его ныне несуществующего Фонда интегрированного здравоохранения. Авторы иронично посвятили свою книгу принцу Чарльзу.

## Содержание глав
Книга состоит из шести глав:

### Как определить истину?
В этой главе описываются методы и историю клинических испытаний, например, испытания для определения надлежащего лечения цинги, который провел английский врач Джеймс Линд и история Флоренс Найтингейл. Джеймс Линд рекомендовал включать в рацион моряков цитрусовые и лимонный сок, чтобы искоренить цингу. Линд смог прийти к выводу, что эти средства могут уменьшить эту болезнь благодаря различным успешным клиническим испытаниям. Флоренс Найтингейл ― ещё один пример человека, который практиковал научную медицину и медицину, основанную на доказательствах.

### Правда об иглоукалывании
В этой главе обсуждаются доказательства, связанные с иглоукалыванием, формой альтернативной медицины. Авторы исследуют историю акупунктуры и несколько различных экспериментов над этим методом. Авторы приходят к выводу, что иглоукалывание - это, по сути, плацебо.

### Правда о гомеопатии
В этой главе обсуждаются доказательства, связанные с гомеопатией, методом альтернативной медицины, который заключается в нахождении вещества (которое вызывает симптомы, сходные с состоянием, которое необходимо лечить, у здорового человека), а затем его разбавлении до крайней степени.
В этой главе исследуется история гомеопатии и рассматриваются различные эксперименты, особенно испытания, проведенные французским исследователем Жаком Бенвенистом. Авторы делают вывод, что гомеопатия - это плацебо. Авторы предложили приз в размере 10 000 фунтов стерлингов каждому, кто докажет эффективность гомеопатии.

### Правда о хиропрактике
В этой главе обсуждаются доказательства, связанные с хиропрактикой, методом альтернативной медицины, который направлен на лечение болезней путем манипулирования над позвоночником, на основе теории, что почти все состояния и заболевания вызваны смещением позвонков в позвоночнике, блокирующим жизненную силу тела. Описаны история хиропрактики, а также приведены несколько примеров экспериментов с хиропрактикой. Авторы приходят к выводу, что нет никаких доказательств, подтверждающих большинство заявлений хиропрактиков. Однако авторы заявляют, что хиропрактика может быть полезной в определённых ограниченных ситуациях, связанных с болью в спине. Кроме того, авторы считают, что хиропрактика может быть очень опасной, особенно когда речь идет о манипуляциях на шее.

### Правда о фитотерапии
В этой главе обсуждаются доказательства, связанные с лекарственными травами, такими как использование зверобоя и алоэ вера. Авторы приходят к выводу, что некоторые лекарственные травы могут быть эффективными при лечении болезней, в то время как другие, такие как ягоды, ромашка и женьшень, неэффективны.

### Имеет ли значение правда?
В этой главе обсуждается состояние альтернативной медицины в обществе, уделяя особое внимание критике взглядов британского принца Чарльза, который поддерживает и пропагандирует альтернативную медицину.

## Критика
Книга получила в целом хорошие отзывы.
The New England Journal:«Саймон Сингх ― физик и научный журналист, его соавтор, Эдзард Эрнст ― врач и профессор медицины, оба они являются одними из наиболее квалифицированных людей в данной области».
Daily Telegraph: «книга является четко написанным, скрупулезным научным исследованием заявлений о пользе для здоровья в ключевых областях альтернативной медицины: иглоукалывании, гомеопатии, хиропрактике и фитотерапии. Результаты очевидны ― они могут быть опасными для жизни»
Журнал Nature смягчил в целом положительный обзор озабоченностью, что чувство уверенности авторов «отражает чувство уверенности сторонников альтернативных методов лечения, оставляя каждую позицию такой же укоренившейся, как и всегда».
Книга вызвали волну критику со стороны сторонников альтернативных методов лечения.

## Издание в России
Книга была переведена на русский язык и вышла в свет в издательстве «АСТ» в 2016 году. ISBN 978-5-17-096490-1